# Blutgericht (Königsberg)

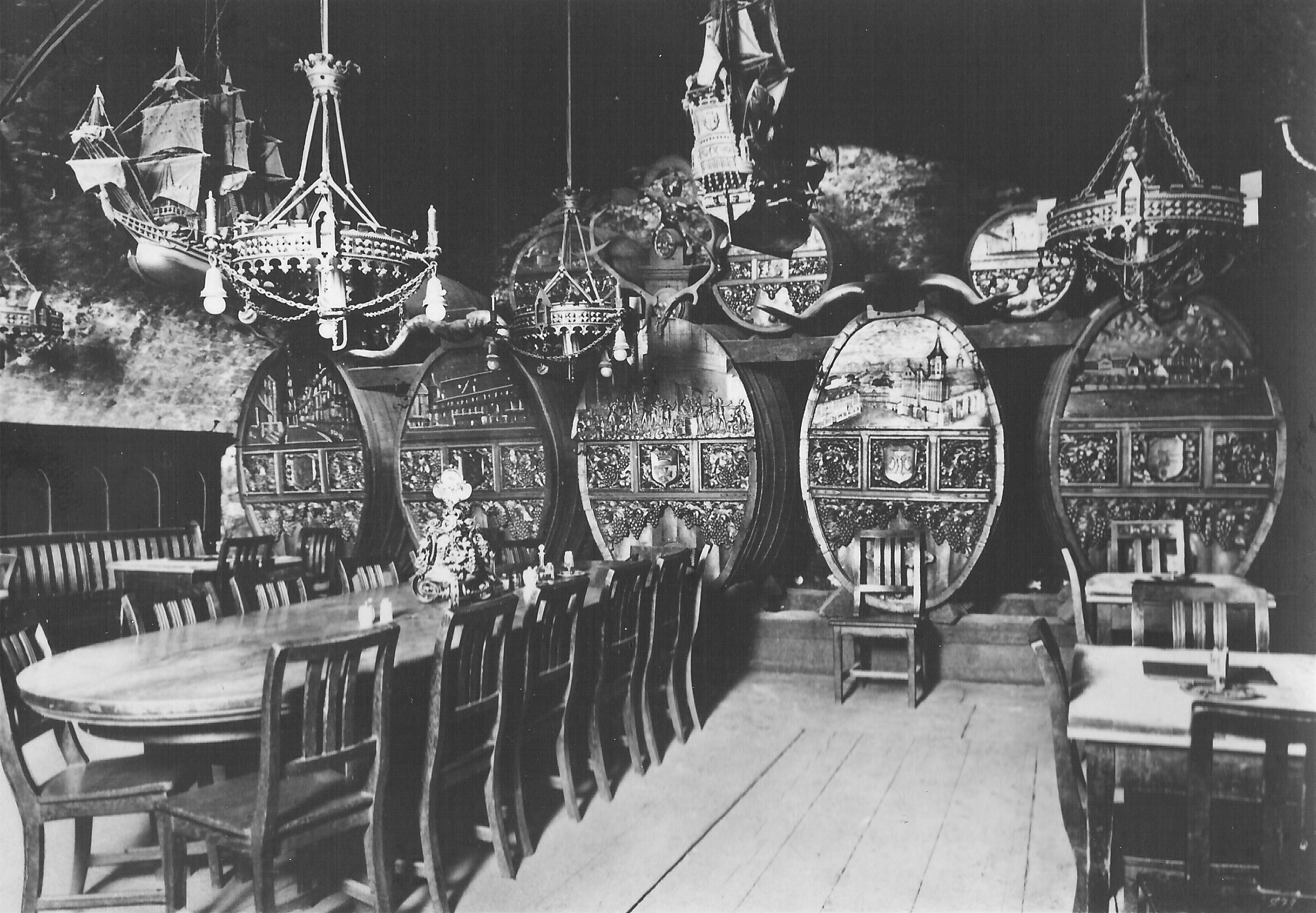
Die Große Halle des Blutgerichts mit den fünf Prunkfässern

Das Blutgericht (Königsberg) war ein historisches Weinrestaurant, das in den Kellergewölben des Nordflügels vom Königsberger Schloss untergebracht war. Der Hintergrund der Namensgebung ist unbekannt, bezieht sich aber vermutlich auf die mittelalterliche Blutgerichtsbarkeit der Landesherren von Preußen.

## Geschichte

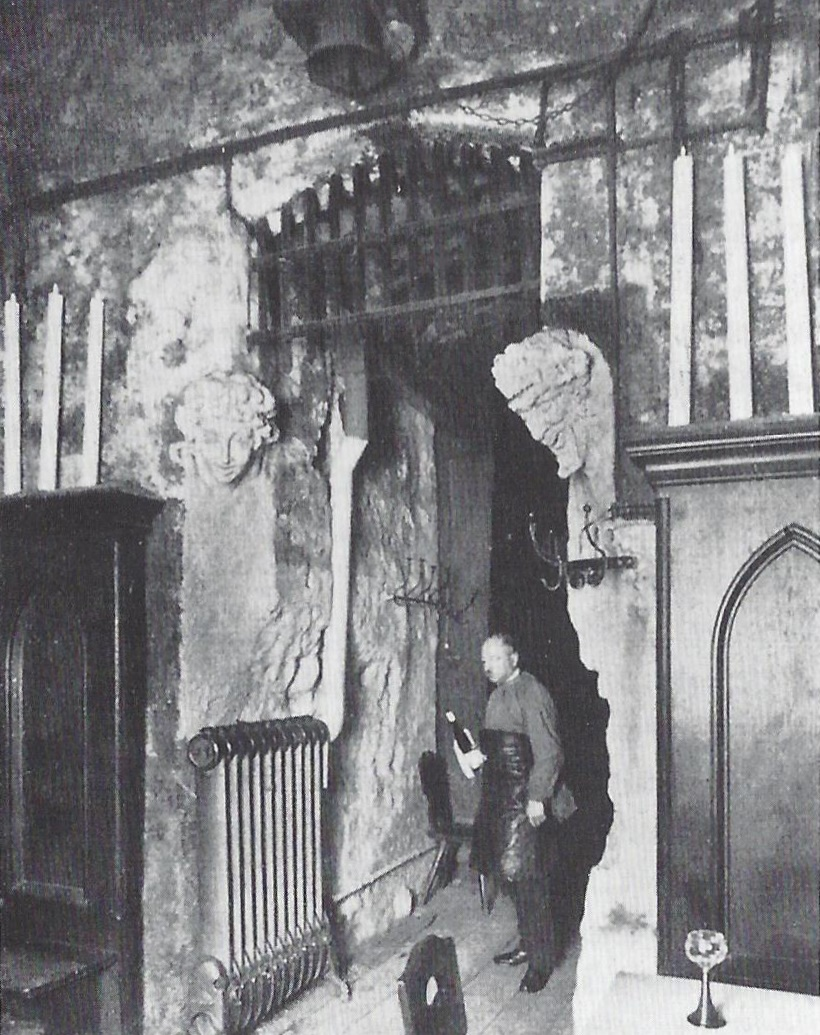
Kellner mit Krupsch

Als das Salzburger Emigrationspatent von 1731 David Schindelmeißer zwang, die Heimat zu verlassen, siedelte er sich als Salzburger Exulant in Königsberg an. Er gründete 1738 das Weinlokal im Schloss, das von den Königsbergern, den Studenten und vor allem von Besuchern der Stadt gern besucht wurde.
Hierzu mussten die Besucher im Innenhof des Schlosses einen kleinen, unscheinbaren Kellereingang unterhalb des Marstalles betreten, über dem ein schräges, provisorisch wirkendes Abdach angebracht war. Das gesamte Lokal war in den breitspannenden Tonnengewölben eingerichtet. Die grottenartigen Räume des unterirdischen Katakombenlabyrinths hatten Namen, die an Folterkammern des Mittelalters erinnerten: Marterkammer, Peinkammer, Diebesgefängnis, Pfefferstub, Große Glocke oder Spanische Nadel usw. Zum unverwechselbaren Charme der Weinschänke gehörten neben der kühlen Feuchte der Kelleratmosphäre auch das grobe hölzerne Mobiliar wie auch das passende Interieur von radartigen, schmiedeeisernen Wandleuchtern und großen kunstvoll geschnitzten Prunkfässern im Hintergrund sowie die Modelle von alten Hansekoggen an der Decke. Die „Krupsch“ war die Kleidung der Kellner, die  die Gäste stilecht wie Küfer eines Weinkellers in blauen Kitteln mit vorgebundener Lederschürze bedienten.
Bis April 1945 wurde das Blutgericht gastronomisch genutzt. Nach Eroberung der Stadt Königsberg durch die Rote Armee wurden die Kellergewölbe des Blutgerichts gesprengt und mit dem übrigen Schloss 1969 abgetragen.
Das Blutgericht war nicht nur die erste Lokalität am Platz, sondern auch international so bekannt wie Auerbachs Keller in Leipzig oder der Schweidnitzer Keller in Breslau. Zu den Gästen gehörten E.T.A. Hoffmann, Richard Wagner, Lovis Corinth, Felix Dahn, Thomas Mann, Joachim Ringelnatz, Paul Wegener, Heinrich George, Fritz Skowronnek, Ernst von Wolzogen, Felix Graf Luckner, Prinz Heinrich von Preußen und Gustav Stresemann. Später wurde das Weinlokal zum Restaurant erweitert. Neben Königsberger Klopsen und Königsberger Fleck war Ochsenblut die Spezialität. Zur „Unterhaltung“ der Gäste wird auch die Tatsache beigetragen haben, dass im Obergeschoss des Gebäudes das Oberlandesgericht Königsberg tagte.
1949 meldete eine Zeitung, dass die Erben der Familie Schindelmeißer planten, einen Nachfolger des Lokals unter gleichem Namen in Frankfurt am Main zu eröffnen. Ob dies umgesetzt wurde und wie lange diese Neugründung bestand, ist unbekannt.

## Erinnerung an Königsberg
Siegfried Schindelmeiser (1901–1986) schrieb in den 1970er Jahren das (ungesungene) Studentenlied Erinnerung an Königsberg. Das ungesungene Studentenlied wurde 2010 bei der Neuausgabe seines Lebenswerks entdeckt. Es ist sowohl ein Preislied auf Ostpreußens Provinzialhauptstadt und sein Blutgericht als auch eine Erinnerung an die Wurzeln des Corps Albertina. Singen lässt es sich nach Heidelberg du Jugendbronnen oder Nicht der Pflicht nur zu genügen.
| Königsberg am Pregelstrande, Preußens alte Krönungsstadt In dem deutschen Vaterlande Man dich oft vergessen hat: Keine Rebenhügel winken Von den Ufern deines Stroms, Nicht des Südens Sterne blinken Auf die Dächer deines Doms. Fröhlicher Studentenjahre Heitrer Schauplatz bleibst du doch. Bleichen auch die blonden Haare, Lebt dein Bild im Herzen noch: Ferner die Gedanken kreisen Um dein Schloß und seinen Teich Und im Ohr erklingen Weisen Aus der Hufen grünem Reich. | Wo in Gärten Mädchen sitzen, Wenn das Tageslicht entfloh’n, Blaue Augen blinkend blitzen Auf den schlanken Musensohn: Bei Musik und sel´gem Plaudern Wie im Flug die Zeit verrinnt, Bis nach wiederholtem Zaudern Dich zum Aufbruch mahnt das Kind. Ja die Zeiten sind verklungen, Alle Spuren längst verweht. Was die Alten einst gesungen, In der Jugend aufersteht. Wie der Wind die Meereswogen Immer wieder wirft ans Land, Kommt die neue Zeit geflogen: Und auch sie hat nicht Bestand. | Doch im Schloß im kühlen Keller Fließt ein edler Rebensaft; Und die Herzen schlagen schneller, Zecht dort alte Bruderschaft: Offene Gespräche schlingen Ihren Kranz um einst und jetzt Und zu immer neuen Dingen Wird der Geist im Flug versetzt: Burschenehre, Schlägerklänge, Edle Pferde, heller Strand; Mädchenlachen, Festgedränge, Ernste Arbeit, Vaterland! Und der Wein verdrängt die Jahre, Und beredt die Lippe spricht: „Trinken bleibt das einzig Wahre! Bringt ein Hoch dem Blutgericht!“ |